# قنبلة نموذج 39

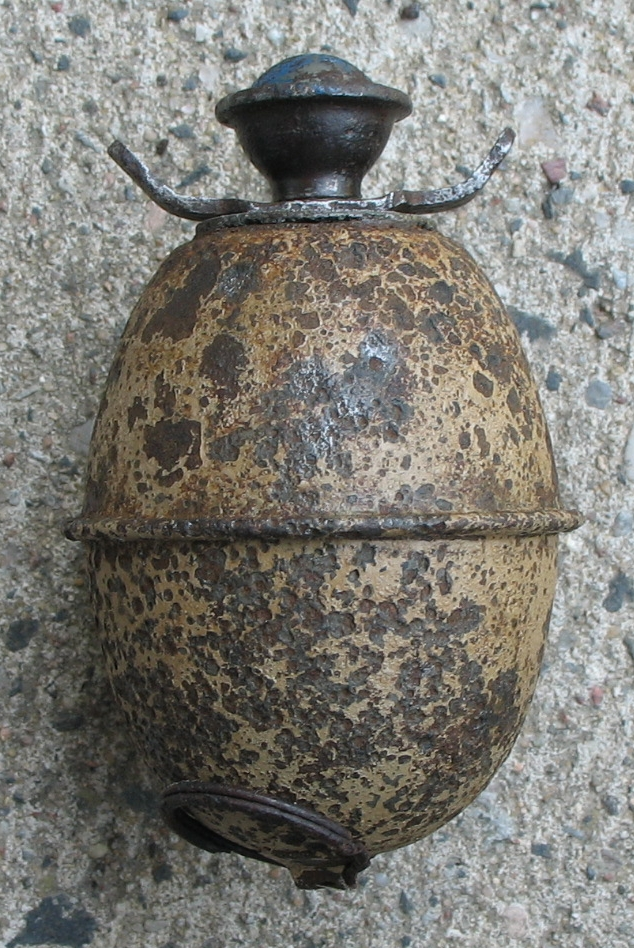
القنبلة نموذج 39

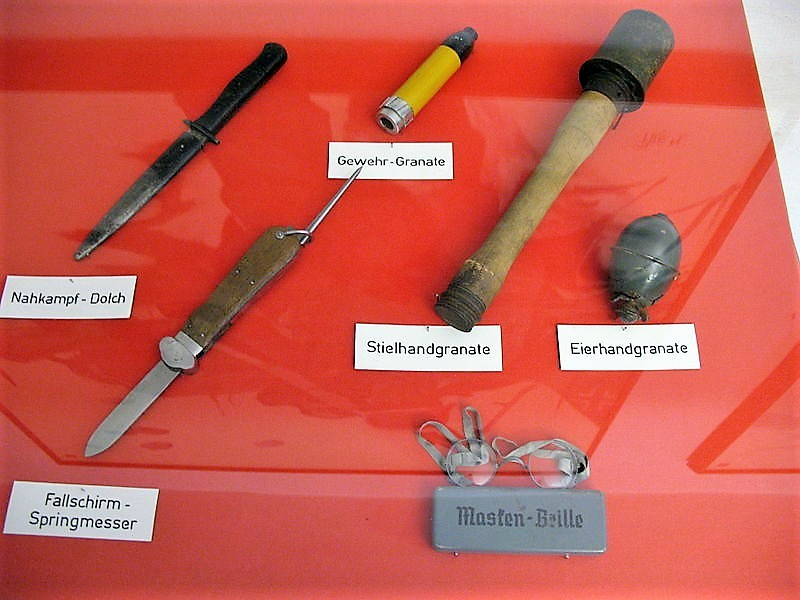
عدة معدات ألمانية بينها القنبلة نموذج 39 تحت القنبلة العصوية

القنبلة نموذج 39 (بالألمانية: Eierhandgranate)‏ بمعنى قنبلة يدوية، هي قنبلة ألمانية يدوية على شكل بيضة تم إصدارها عام 1939 واستمر إنتاجها حتى نهاية الحرب العالمية الثانية، واستخدمت هذه القنبلة نفس الفتيل المستخدم للقنبلة نموذج 43 (بالألمانية :Stielhandgranate) وهو BZE 39.
الوقت بعد التفعيل (وقت التأخير) هو 4 ثواني حتى تنفجر، ويمكن أن تستخدم كفخ للجنود، حيث تترك القنابل في الأرض ليأخذها جندي العدو وعند استعمالها وبمجرد تفعيلها تنفجر بالجندي (حيث لا يوجد وقت التأخير)، وطريقة أخرى هي بتعليق القنبلة ذات الفتيل السريع جدا على الباب، وعند فتح الباب تنفجر القنبلة واستخدمت هذه الطرق في شمال أفريقيا

## الخصائص
- الطول : 3 إنش
- الوزن : 12 أوقية
- وقت التأخير في الفتيل : 4-5 ثواني

## أشكال الحمل
يمكن ان تحمل كالتالي :
```
* في اليد
```

- في الجيوب
- أي حاويات مناسبة وجيدة

## وصلات خارجية
- http://www.lonesentry.com/manuals/german-infantry-weapons/egg-hand-grenade-eierhandgranate.html
- http://www.inert-ord.net/ger03a/gerhgr/m39/index.html